# Battaglia di Naupatto
La battaglia di Naupatto, si svolse nel 429 a.C., come parte della guerra del Peloponneso.
Dopo un intervento ateniese a favore degli alleati corciresi per l'occupazione definitiva dell'Acarnania, con esito sfavorevole, vi fu da parte peloponnesiaca un tentativo di scalzare via i presidi ateniesi dall'area. Una volta sbarcati nella regione, agli ordini di Cnemo, non furono sostenuti dalle unità di mare dei corinzi che vennero fermati nei loro intenti dal navarca Formione.
Infatti la flotta di supporto corinzia forte di 47, poste in Cyclos, venne accerchiata dalle venti navi ateniesi, che una volta avuto il vento a favore riuscirono a catturare 12 unità nemiche. Bisogna dire che le unità peloponnesiache erano in gran parte formate da vascelli non atti alla guerra, ma al supporto logistico, quindi benché in formazione non riuscirono a tenere le navi vicine le une alle altre che per un breve periodo e una volta messe in difficoltà vennero attaccate.
I corinzi armarono una nuova flotta di 77 triremi, che però vennero mestamente sconfitti da Formione, il quale fu ringraziato ad Atene con l'accusa di peculato e cadde in disgrazia.
In questa occasione i Peloponnesi, timorosi di essere sconfitti in alto mare, finsero di attaccare Naupatto, costringendo gli Ateniesi ad intervenire sotto costa. La superiorità numerica dei Peloponnesi costrinse gli Ateniesi ad una lotta sanguinosa, undici navi ateniesi con Formione trovarono rifugio nel porto di Naupatto, le restanti, alcune finirono a terra, altre furono rimorchiate, catturate e poi riprese dai marinai ateniesi con l'aiuto dei Messeni che seguivano gli Ateniesi per terra.
Nonostante le due vittorie in questa battaglia gli ateniesi erano ben lontani dal controllare a piacimento il golfo di Corinto, mentre i peloponnesiaci si trovavano con la città di Naupatto a fare da spina nel fianco nello scacchiere occidentale.